# Eleições estaduais em Pernambuco em 1962
As eleições estaduais em Pernambuco em 1962 ocorreram em 7 de outubro como parte das eleições em 22 estados e nos territórios federais do Amapá, Rondônia e Roraima. Foram eleitos o governador Miguel Arraes, o vice-governador Paulo Guerra, os senadores José Ermírio de Moraes e Pessoa de Queiroz, e mais 24 deputados federais e 65 estaduais. Foi a última eleição antes da deposição do presidente João Goulart e instalação do Regime Militar de 1964.
Cearense de Araripe, o advogado Miguel Arraes estudou na Universidade Federal do Rio de Janeiro, mas por razões financeiras transferiu-se para a Universidade Federal de Pernambuco onde se formou. Funcionário do Instituto do Açúcar e do Álcool, chegou a ser delegado do mesmo. Secretário de Fazenda no governo Barbosa Lima Sobrinho, em 1950 foi candidato a deputado estadual pelo PSD, mas ficou na primeira suplência. Eleito deputado estadual pelo PST em 1954, foi vencido por Otávio Correia em eleição indireta na Assembleia Legislativa de Pernambuco para a escolha do vice-governador em 1957. Em 1958 não foi reeleito, mas no ano seguinte foi nomeado secretário de Fazenda pelo concunhado, o governador Cid Sampaio, porém, Miguel Arraes deixou o cargo ainda em 1959, quando se elegeu prefeito do Recife, e foi eleito governador de Pernambuco em 1962. Preso e deposto do Palácio do Campo das Princesas na sequência do mesmo Golpe de Estado que vitimou o presidente João Goulart em 1964, foi levado para Fernando de Noronha e de lá para a Fortaleza de Santa Cruz da Barra em Niterói antes do exílio na Argélia. Com os direitos políticos suspensos pelo Ato Institucional Número Um permaneceu fora do Brasil até a decretação da anistia em 1979.
Consumada a troca de poder em Brasília o governo estadual foi entregue ao advogado Paulo Guerra. Nascido em Nazaré da Mata e formado pela Universidade Federal de Pernambuco, surgiu politicamente no Estado Novo graças ao interventor Agamenon Magalhães que o nomeou prefeito de Orobó e a seguir de Bezerros. Diretor do Departamento Estadual de Imprensa e Propaganda, delegado de polícia e diretor da Penitenciária Agrícola de Itamaracá, ingressou no PSD sendo eleito deputado federal em 1945 e 1950 e deputado estadual em 1954 e 1958 chegando, neste último caso, a presidir a Assembleia Legislativa. Sua eleição como vice-governador acontecera em aliança com Miguel Arraes.

## Resultado da eleição para governador
Em relação à disputa pelo governo estadual os arquivos do Tribunal Superior Eleitoral informam o comparecimento de 607.695 eleitores, dos quais 551.985 foram votos nominais ou votos válidos. Foram apurados também 31.163 votos em branco (5,13%) 24.547 votos nulos (4,04%).
| Candidatos a governador do estado | Candidatos a vice-governador | Número | Coligação           | Votação | Percentual |
| --------------------------------- | ---------------------------- | ------ | ------------------- | ------- | ---------- |
| Miguel Arraes PST                 | Ver abaixo -                 | -      | PST (sem coligação) | 264.499 | 47,92%     |
| João Cleofas PR                   | Ver abaixo -                 | -      | PR, UDN             | 251.146 | 45,50%     |
| Armando Monteiro Filho PRT        | Ver abaixo -                 | -      | PRT (sem coligação) | 36.340  | 6,58%      |
| Fontes:                           |                              |        |                     |         |            |

## Resultado da eleição para vice-governador
Em relação à disputa para vice-governador os arquivos do Tribunal Superior Eleitoral informam o comparecimento de 607.695 eleitores, dos quais 481.515 foram votos nominais ou votos válidos. Foram apurados também 101.835 votos em branco (16,76%) 24.345 votos nulos (4,00%).
| Candidatos a governador do estado | Candidatos a vice-governador | Número | Coligação           | Votação | Percentual |
| --------------------------------- | ---------------------------- | ------ | ------------------- | ------- | ---------- |
| Ver acima -                       | Paulo Guerra PSD             | -      | PSD, PR, PSB        | 224.350 | 46,59%     |
| Ver acima -                       | Manuel César Morais Rego UDN | -      | UDN (sem coligação) | 149.675 | 31,09%     |
| Ver acima -                       | Alcides Teixeira PDC         | -      | PDC (sem coligação) | 107.490 | 22,32%     |
| Fontes:                           |                              |        |                     |         |            |

## Biografia dos senadores eleitos

### José Ermírio de Moraes
O senador eleito com maior votação foi o empresário José Ermírio de Moraes. Também natural de Nazaré da Mata, formou-se em Engenharia de Minas na Escola de Minas do Colorado nos Estados Unidos. De volta ao Brasil trabalhou por algum tempo em Minas Gerais até voltar ao seu estado natal onde comandou a Usina Aliança. Pouco tempo depois casou com uma das herdeiras do Grupo Votorantim e assumiria gradativamente o controle do mesmo. Fundador do Centro das Indústrias do Estado de São Paulo junto com outros empresários, presidiu a Associação Brasileira de Cimento Portland e o Sindicato Nacional da Indústria do Cimento, além de compor a diretoria da Federação das Indústrias do Estado de São Paulo. Estreou na vida pública ao eleger-se senador pelo PTB em 1962.

### Pessoa de Queiroz
Diplomata nascido na cidade paraibana de Umbuzeiro, Pessoa de Queiroz formou-se em Direito na Universidade Federal de Pernambuco e ingressou no Ministério das Relações Exteriores em 1913. Oficial de gabinete do então ministro Nilo Peçanha, serviu como secretário das embaixadas brasileiras na Argentina e no Reino Unido. Cônsul-geral brasileiro em Galati na Romênia, acompanhou Epitácio Pessoa na Conferência de Paz de Paris em 1919. Um dos fundadores do Jornal do Commercio, foi eleito deputado federal em 1921, 1924, 1927 e 1930, retornando à política em 1962 como senador pela UDN.

## Resultado da eleição para senador
Em relação às cadeiras de senador o arquivo do Tribunal Superior Eleitoral informa o comparecimento de 1.215.390 eleitores, dos quais 843.938 foram votos nominais ou votos válidos. Foram apurados também 329.033 votos em branco (27,07%) e 42.419 votos nulos (3,49%).
| Candidatos a senador da República | Candidatos a suplente de senador | Número | Coligação           | Votação | Percentual |
| --------------------------------- | -------------------------------- | ------ | ------------------- | ------- | ---------- |
| José Ermírio de Moraes PTB        | Luís Pinto Ferreira PTN          | -      | PTB, PTN            | 239.789 | 28,41%     |
| Pessoa de Queiroz UDN             | Severino Jordão PR               | -      | UDN, PR             | 202.494 | 24,00%     |
| Jarbas Maranhão PSD               | João Roma PSD                    | -      | PSD (sem coligação) | 162.641 | 19,27%     |
| Barbosa Lima Sobrinho PSB         | Paulo Magalhães PSB              | -      | PSB (sem coligação) | 132.489 | 15,70%     |
| Antônio de Novais Filho PL        | José da Costa Porto PL           | -      | PL (sem coligação)  | 79.993  | 9,48%      |
| Miguel Mendonça de Melo PRT       | Aderbal Galvão PRT               | -      | PRT (sem coligação) | 26.532  | 3,14%      |
| Fontes:                           |                                  |        |                     |         |            |

## Deputados federais eleitos
São relacionados os candidatos eleitos com informações complementares da Câmara dos Deputados.

Representação eleita
  PTB: 11
  UDN: 6
  PSD: 3
  PST: 1
  PDC: 1
  PSB: 1
  PR: 1

| Deputados federais eleitos | Partido | Votação | Percentual | Cidade onde nasceu      | Unidade federativa |
| Estácio Souto Maior        | PTB     | 27.511  |            | Bom Jardim              | Pernambuco         |
| Lamartine Távora           | PTB     | 26.880  |            | Orobó                   | Pernambuco         |
| Valdemar Alves             | PST     | 26.441  |            | Recife                  | Pernambuco         |
| Milvernes Lima             | PTB     | 23.733  |            | Curaçá                  | Bahia              |
| Arruda Câmara              | PDC     | 20.705  |            | Afogados da Ingazeira   | Pernambuco         |
| Osvaldo Lima Filho         | PTB     | 18.596  |            | Cabo de Santo Agostinho | Pernambuco         |
| José Meira                 | UDN     | 18.289  |            | Recife                  | Pernambuco         |
| Francisco Julião           | PSB     | 16.266  |            | Bom Jardim              | Pernambuco         |
| Alde Sampaio               | UDN     | 15.456  |            | Catende                 | Pernambuco         |
| Nilo Coelho                | PSD     | 15.217  |            | Petrolina               | Pernambuco         |
| José Carlos Guerra         | UDN     | 14.831  |            | Recife                  | Pernambuco         |
| Clodomir Leite             | PTB     | 14.076  |            | Vitória de Santo Antão  | Pernambuco         |
| Artur Lima                 | PTB     | 13.833  |            | Recife                  | Pernambuco         |
| Costa Cavalcanti           | UDN     | 13.802  |            | Fortaleza               | Ceará              |
| Augusto Novaes             | UDN     | 13.085  |            | Escada                  | Pernambuco         |
| Costa Rego                 | PTB     | 12.210  |            | Recife                  | Pernambuco         |
| Luís Dias Lins             | UDN     | 11.823  |            | Recife                  | Pernambuco         |
| Heráclio Rego              | PTB     | 10.792  |            | Limoeiro                | Pernambuco         |
| Ney Maranhão               | PTB     | 10.497  |            | Moreno                  | Pernambuco         |
| Adelmar Carvalho           | PSD     | 10.418  |            | Olinda                  | Pernambuco         |
| Tabosa de Almeida          | PTB     | 10.266  |            | Caruaru                 | Pernambuco         |
| Magalhães Melo             | PR      | 10.259  |            | Recife                  | Pernambuco         |
| Aderbal Jurema             | PSD     | 10.236  |            | João Pessoa             | Paraíba            |
| Aurino Valois              | PTB     | 8.514   |            | Vitória de Santo Antão  | Pernambuco         |
| Fontes:                    |         |         |            |                         |                    |

## Deputados estaduais eleitos
Estavam em jogo as 65 cadeiras da Assembleia Legislativa de Pernambuco.

Representação eleita
  PST: 15
  PDC: 11
  UDN: 9
  PRP: 6
  PR: 5
  PSD: 5
  PTB: 4
  PRT: 3
  PTN: 2
  PSB: 2
  PL: 2
  PSP: 1

Fonteː
| Deputados estaduais eleitos              | Partido | Votação | Percentual | Cidade onde nasceu       | Unidade federativa |
| Luís Cláudio Braga Duarte                | PST     | 8.126   |            | Ribeirão                 | Pernambuco         |
| Antônio Farias                           | UDN     | 7.647   |            | Surubim                  | Pernambuco         |
| Drayton Nejaim                           | PSP     | 6.861   |            | Caruaru                  | Pernambuco         |
| Felipe Coelho                            | UDN     | 6.841   |            | Ouricuri                 | Pernambuco         |
| Augusto Lucena                           | PDC     | 6.406   |            | Guarabira                | Paraíba            |
| João Ferreira Lima Filho                 | PST     | 6.321   |            | Nazaré da Mata           | Pernambuco         |
| Luís Gonzaga Duarte                      | PSD     | 6.223   |            | Flores                   | Pernambuco         |
| Airon Rios                               | UDN     | 6.010   |            | Recife                   | Pernambuco         |
| Olímpio de Souza Ferraz                  | PRT     | 5.932   |            | Dormentes                | Pernambuco         |
| Osvaldo Coelho                           | PSD     | 5.660   |            | Juazeiro                 | Bahia              |
| Francisco Sampaio Filho                  | UDN     | 5.546   |            | Salgadinho               | Pernambuco         |
| Inácio Mariano Valadares Filho           | UDN     | 5.432   |            | São José do Egito        | Pernambuco         |
| Audomar Ferraz                           | PL      | 5.418   |            | Floresta                 | Pernambuco         |
| Suetone Alencar                          | PSD     | 5.396   |            | Salgueiro                | Pernambuco         |
| José Marques da Silva                    | PRT     | 5.384   |            | Arapiraca                | Alagoas            |
| Antônio Fernando Barreto Sampaio         | PSB     | 5.380   |            | Limoeiro                 | Pernambuco         |
| Walfredo Paulino de Siqueira             | PST     | 5.379   |            | São José do Egito        | Pernambuco         |
| Antônio Cavalcanti Neves                 | PTB     | 5.363   |            | Itambé                   | Pernambuco         |
| Francisco de Morais Heráclito            | PST     | 5.337   |            | Limoeiro                 | Pernambuco         |
| Romão de Sá Sampaio                      | PTB     | 5.237   |            | Santa Maria da Boa Vista | Pernambuco         |
| Paulo Rodolfo de Rangel Moreira          | PST     | 5.033   |            | Águas Belas              | Pernambuco         |
| Almany de Sá Barreto Sampaio             | PST     | 5.010   |            | Recife                   | Pernambuco         |
| Francisco Simão dos Santos Figueira      | PDC     | 4.956   |            | Garanhuns                | Pernambuco         |
| Fábio Corrêa de Oliveira Andrade         | PSD     | 4.611   |            | Escada                   | Pernambuco         |
| Antônio Corrêa de Oliveira Andrade Filho | PDC     | 4.566   |            | Goiana                   | Pernambuco         |
| Argemiro Pereira de Menezes              | PTB     | 4.537   |            | Serra Talhada            | Pernambuco         |
| Edson Moury Fernandes                    | PSD     | 4.497   |            | Recife                   | Pernambuco         |
| Gilberto de Oliveira Azevedo             | PST     | 4.477   |            | Recife                   | Pernambuco         |
| Sílvio Pessoa de Carvalho                | UDN     | 4.395   |            | Recife                   | Pernambuco         |
| Adauto José de Melo                      | UDN     | 4.371   |            | Ibirajuba                | Pernambuco         |
| Paulo Viana de Queiroz                   | PST     | 4.262   |            | Bonito                   | Pernambuco         |
| Roberto Phaelante da Câmara              | PST     | 4.232   |            | Catende                  | Pernambuco         |
| Antonio Luiz da Silva Filho              | PDC     | 4.227   |            | Recife                   | Pernambuco         |
| Alcides Teixeira                         | PDC     | 4.219   |            | Recife                   | Pernambuco         |
| Salviano Machado Filho                   | UDN     | 4.176   |            | Frei Miguelinho          | Pernambuco         |
| Olímpio Washington Telha de Mendonça     | UDN     | 4.160   |            | Toritama                 | Pernambuco         |
| Gervásio Vieira Pires                    | PL      | 4.153   |            | Brejo da Madre de Deus   | Pernambuco         |
| Luiz Souto Dourado                       | PST     | 4.089   |            | Garanhuns                | Pernambuco         |
| Abelardo Ribeiro Godoy                   | PRT     | 4.082   |            | Bonito                   | Pernambuco         |
| Audálio Tenório de Albuquerque           | PST     | 4.025   |            | Verdejante               | Pernambuco         |
| Nivaldo Machado                          | PDC     | 3.896   |            | Olinda                   | Pernambuco         |
| José Inácio da Silva                     | PDC     | 3.870   |            | Juazeiro                 | Bahia              |
| Inaldo Ivo Lima                          | PSB     | 3.851   |            | Angelim                  | Pernambuco         |
| Edgard Lins Cavalcanti                   | PDC     | 3.753   |            | Glória do Goitá          | Pernambuco         |
| Mário Monteiro de Melo                   | PST     | 3.642   |            | Recife                   | Pernambuco         |
| Múcio Bandeira de Mello                  | PST     | 3.592   |            | Recife                   | Pernambuco         |
| Áureo Howard Bradley                     | PST     | 3.552   |            | Água Preta               | Pernambuco         |
| Lívio de Souza Valença                   | PR      | 3.430   |            | Capoeiras                | Pernambuco         |
| Luiz de Oliveira Neves                   | PR      | 3.400   |            | Pesqueira                | Pernambuco         |
| Inácio de Lemos Vasconcelos              | PST     | 3.395   |            | Serra Talhada            | Pernambuco         |
| Wilson Florentino Santana                | PDC     | 3.389   |            | Flores                   | Pernambuco         |
| Rodolfo Francisco de Oliveira            | PRP     | 3.326   |            | Barreiros                | Pernambuco         |
| Elias Libânio Silva Ribeiro              | PDC     | 3.226   |            | Agrestina                | Pernambuco         |
| Josué Pereira de Oliveira                | PDC     | 3.183   |            | São Lourenço da Mata     | Pernambuco         |
| João Novaes Filho                        | PR      | 3.127   |            | Floresta                 | Pernambuco         |
| Geraldo Pinho Alves                      | PTB     | 3.118   |            | Olinda                   | Pernambuco         |
| Apolinário Pessoa de Siqueira            | PR      | 3.008   |            | Pesqueira                | Pernambuco         |
| Waldemir Cardoso da Cunha                | PR      | 2.773   |            | Camaragibe               | Pernambuco         |
| Luís de Andrade Lima                     | PTN     | 2.769   |            | Quixaba                  | Pernambuco         |
| Arnaldo Assunção                         | PRP     | 2.577   |            | Caruaru                  | Pernambuco         |
| Antônio Barbosa de Lucena                | PRP     | 2.477   |            | Bananeiras               | Paraíba            |
| Joselito Moura do Amaral Padilha         | PRP     | 2.467   |            | Bom Conselho             | Pernambuco         |
| Nilson Ramos Leal                        | PRP     | 2.467   |            | Sirinhaém                | Pernambuco         |
| Sebastião Ignácio de Oliveira Neto       | PRP     | 2.404   |            | Recife                   | Pernambuco         |
| Diógenes Gabriel Wanderley               | PTN     | 1.960   |            | Timbaúba                 | Pernambuco         |
| Fontes:                                  |         |         |            |                          |                    |